# Laura Allen
Laura Allen (Portland, 21 marzo 1974) è un'attrice statunitense.

## Biografia

### Vita
Allen è nata a Portland nell'Oregon da Julie e David Allen. Insieme alle sue due sorelle, di cui è quella di mezzo, è cresciuta a Bainbridge Island (Washington), dove si è dedicata completamente alla comunità locale insieme alla sua famiglia. Allen ha frequentato la scuola superiore di Bainbridge, successivamente il Wellesley College dove studiò criminologia e si laureò nel 1996.
È sposata con Bruce Weyman dal 2006 e nel maggio 2008 ha annunciato di essere incinta.

### Carriera
Allen è meglio conosciuta dai suoi fans come Laura Kirk-English DuPres nella soap opera La valle dei pini, subentrando al posto di Lauren E. Roman. Dalla sua dipartita dallo show nel 2002, Allen interpreta il ruolo di Lily Tyler nella serie televisiva 4400. Il personaggio viene eliminato dallo show prima della terza stagione. Nel 2006, compare come guest star nella serie televisiva dr.House nell'episodio Tutto per tutto interpretando Sarah, una madre di un bambino malato di 6 anni.
Allen ha recitato anche nella serie Dirt insieme a Courteney Cox e Ian Hart, interpretava il ruolo dell'attrice tossicodipendente Julia Mallory.

## Filmografia parziale

### Cinema
- Mona Lisa Smile, regia di Mike Newell (2003)
- Clown, regia di Jon Watts (2014)
- Bella dolce baby sitter (Nanny Cam), regia di Nancy Leopardi (2014)

### Televisione
- La valle dei pini (All My Children) - serie TV, 5 episodi (2000-2002)
- Cold Case - Delitti irrisolti (Cold Case) - serie TV, episodio 1x19 (2004)
- Dr. House - Medical Division (House, M.D.) - serie TV, episodio 2x17 (2006)
- Criminal Minds - serie TV, episodio 2x21 (2007)
- 4400 (The 4400) - serie TV, 18 episodi (2004-2007)
- Law & Order - Unità vittime speciali (Law & Order: Special Victims Unit) - serie TV, episodio 9x01 (2007)
- Dirt - serie TV, 14 episodi (2007-2008)
- Grey's Anatomy - serie TV, episodi 5x13-5x14 (2009)
- CSI: Miami - serie TV, episodio 7x24 (2009)
- Terriers - Cani sciolti (Terriers) - serie TV, 13 episodi (2010)
- Awake - serie TV, 10 episodi (2012)
- Ravenswood - serie TV (2013-2014)
- Suits - serie TV, 3 episodi (2015-2019)
- American Horror Story - serie TV, 1 episodio (2017)
- Hap and Leonard - serie TV, 5 episodi (2018)
- Truth Be Told - serie TV, 5 episodi (2019-2021)

## Doppiatrici italiane
Nelle versioni in italiano delle opere in cui ha recitato, Laura Allen è stata doppiata da:
- Federica De Bortoli in Law & Order - Unità vittime speciali, Dirt
- Laura Lenghi in Awake, Clown
- Ilaria Latini in Cold Case - Delitti irrisolti
- Monica Gravina in Dr. House - Medical Division
- Barbara De Bortoli in 4400
- Daniela Calò in Terriers - Cani sciolti
- Sabrina Duranti in CSI: Miami
- Chiara Gioncardi in 9-1-1